# Moritz Sassi
Moritz Sassi ook wel Moriz Sassi  (Wenen in Oostenrijk-Hongarije, 13 juni 1880 – Wenen, 25 september 1967) was een Oostenrijkse zoöloog, vooral ornitholoog. 

## Biografie
Sassi kwam uit een rijke familie. Na het gymnasium ging hij eerst als vrijwilliger in militaire dienst en kwam daar uit met een officiersrang. Daarna ging hij in Wenen dierkunde studeren en haalde in 1903 een doctorstitel met een proefschrift over een soort schelp (de paardenzadel, Anomia ephippium). Omdat hij financieel onafhankelijk was, ging hij schilderen en hield zich verder bezig met architectuur, muziek en theater, maar ook de bestudering van vogels. In 1905 begeleidde hij de natuuronderzoeker Franz Werner op een expeditie door Soedan. Hij ontwikkelde zich als jager en verzamelaar van zoölogische specimens. Hij verzamelde daar 20 soorten zoogdieren en 101 vogelsoorten. In 1908 werkte hij als vrijwilliger in het Naturhistorisches Museum Wien bij Franz Steindachner.
Tijdens de Eerste Wereldoorlog deed hij dienst aan het front in Montenegro. Vanaf 1920 kreeg hij salaris voor zijn werk aan het museum. Hij werkte aan diverse collecties die afkomstig waren van onderzoek in achtereenvolgens Nieuw-Guinea, Australië (Noord Queensland), Brazilië, Mesopotamië en Oost-Afrika. Zelf deed hij mee aan expedities door Dalmatië, Tunesië, Costa Rica en Turkije. Hij bezocht ornithologische congressen was actief in het International Committee for Bird Protection (het internationale comité voor vogelbescherming, de voorloper van BirdLife International). Hij was lid van diverse internationale wetenschappelijke verenigingen onder andere corresponderend lid van de American Ornithologists' Union.
Sassi is soortauteur van vijf soorten vogels waaronder de rwenzorilijster (Geokichla oberlaenderi) en daarnaast ook nog eens vijf ondersoorten.
- Gemeinsame Normdatei: 117619299
- Virtual International Authority File: 69712195
- WorldCat: E39PBJqqBcmdm8WyGwvTHMKw4q